# Župnija Tržič - Bistrica
Župnija Tržič - Bistrica je rimskokatoliška teritorialna župnija Dekanije Kranj Nadškofije Ljubljana. Zavetnica župnije je sv. Marija Goretti.

## Sakralni objekti
- Kapela sv. Marije Goretti, Bistrica pri Tržiču, župnijska kapela
- Cerkev sv. Jurija, Bistrica pri Tržiču,